# Matthias Hiller

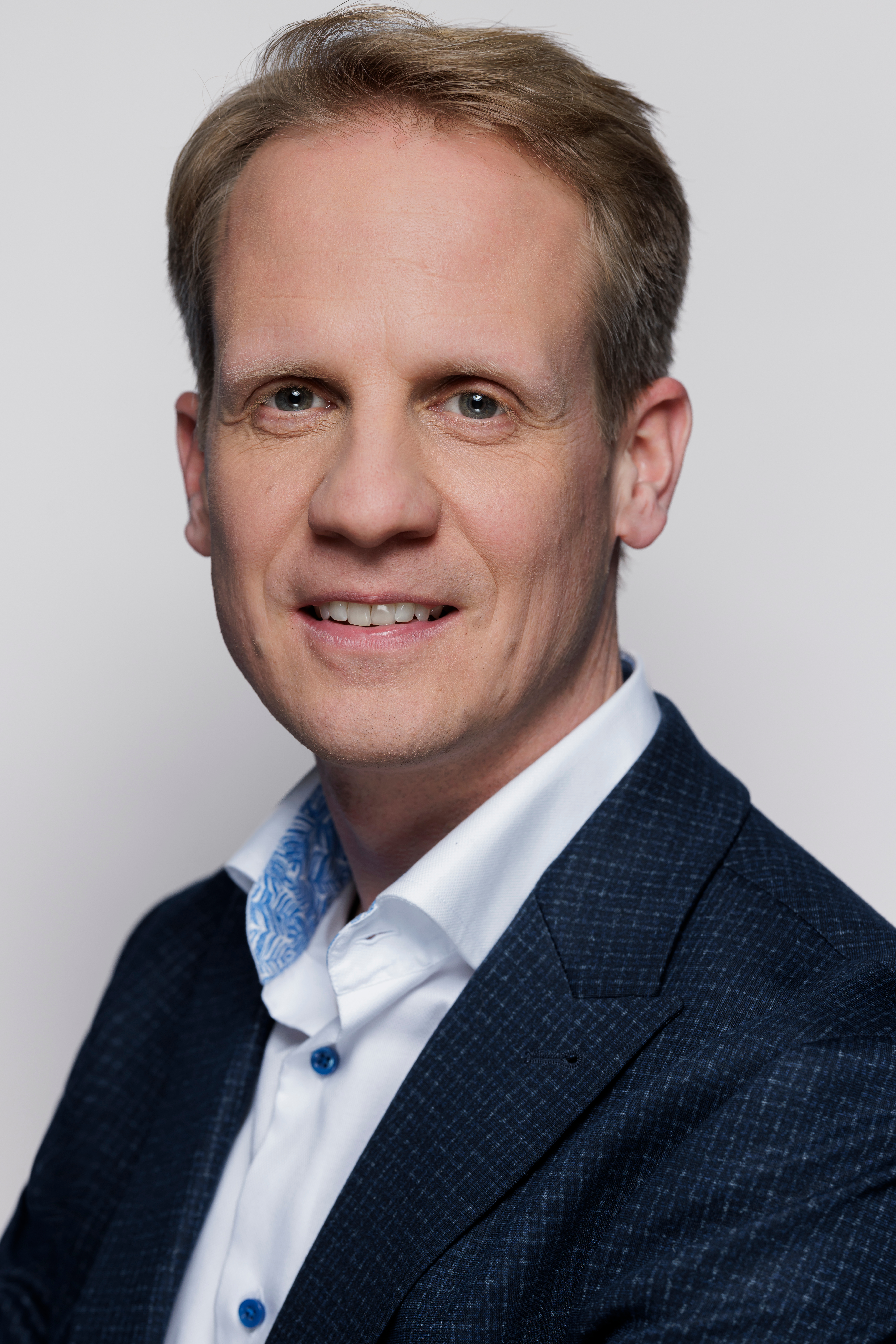
Matthias Hiller

Matthias Hiller (* 8. Januar 1985 in Nürtingen) ist ein deutscher Politiker (CDU) und seit 2025 Mitglied des Deutschen Bundestages.

## Persönlicher Werdegang

### Ausbildung und Beruf
Hiller legte 2004 sein Abitur am Wirtschaftsgymnasium an der Albert-Schäffle-Schule in Nürtingen ab. Nach dem Zivildienst studierte er an der Universität Hohenheim Wirtschaftswissenschaften und absolvierte ein Auslandssemester an der Aarhus School of Business in Dänemark. Hiller schloss das Studium als Diplom-Ökonom ab und promovierte im Bilanzsteuerrecht mit dem Dissertationsthema „Bewertungsmaßstäbe im Bilanzsteuerrecht“. Während seiner Ausbildung war Hiller Stipendiat der Bischöflichen Studienförderung Cusanuswerk. 2015/2016 absolvierte er das Steuerberaterexamen und wurde Anfang 2016 von der Steuerberaterkammer Stuttgart als Steuerberater bestellt. Seit 2021 ist er Fachberater für Testamentsvollstreckung und Nachlassverwaltung.
Hiller ist Inhaber einer Steuerberaterkanzlei. Neben seiner Tätigkeit in der Kanzlei ist er Professor für Rechnungswesen und Steuerlehre an der SRH Fernhochschule. Diese Tätigkeit ruht während seines Abgeordnetenmandats. Hiller lebt in Nürtingen, ist katholisch und hat einen Sohn.

## Politischer Werdegang

### Kommunalwahlen
Bei der Kommunalwahl 2004 und 2009 zog Hiller über die Junge Liste in den Nürtinger Gemeinderat ein. 2014, 2019 und 2024 wurde er für die CDU wiedergewählt. Hiller war von 2014 bis 2021 Fraktionsvorsitzender der CDU-Fraktion im Nürtinger Gemeinderat und ist seit 2021 Stadtverbandsvorsitzender des CDU-Verbands Nürtingen-Neuffener Tal.

### Deutscher Bundestag
Bei der Bundestagswahl 2025 gewann Hiller den Bundestagswahlkreis Nürtingen mit einem Erststimmenanteil von 37,71 %. Im 21. Deutschen Bundestag ist er Mitglied in folgenden Ausschüssen:
- Ordentliches Mitglied Ausschuss für Gesundheit sowie im Ausschuss für Finanzen

### Vereinsmitgliedschaften
Hiller ist Schirmherr der Schwäbischen Bläserphilharmonie und Kreisbeauftragter des Volksbunds Deutsche Kriegsgräberfürsorge e. V. im Landkreis Esslingen.

## Schriften (Auswahl)
- U. Prinz, H.-J. Kanzler (Hrsg.): NWB Praxishandbuch Bilanzsteuerrecht.
- A. Sinz, H. Kahle (Hrsg.): Praxis der Verrechnungspreissysteme in ausgewählten Branchen.
- Holger Kahle, Matthias Hiller: Anschaffungsnebenkosten beim Erwerb von Beteiligungen an Kapitalgesellschaften (= IFSt-Schrift Nr. 495). IFSt, Berlin 2014, ISBN 978-3-89737-040-1
- Matthias Hiller: Bewertungsmaßstäbe im Bilanzsteuerrecht. Eul Verlag, Lohmar und Köln 2015, ISBN 978-3-8441-0437-0, zugleich: Dissertation, Universität Hohenheim, 2015
- Stellungnahme zu den Eckwerten einer Erbschaftssteuerreform. In: Gesammelte Positionen zu den Eckwerten der Erbschaftsteuerreform 2016. IFSt-Stellungnahmen 1
- D. Hachmeister, H. Kahle, S. Mock, M. Schüppen (Hrsg.): Kommentar zum Rechnungslegungsrecht.
- A. Sinz, H. Kahle (Hrsg.): Brennpunkte BEPS.
- J. Haun, H. Kahle, S. Goebel, H. Reiser (Hrsg.): Kommentar zum Außensteuergesetz. Loseblatt, Stuttgart.
- Ulrich Prinz, Holger Kahle (Hrsg.): Beck’sches Handbuch der Personengesellschaften. Gesellschaftsrecht – Steuerrecht.  5. Auflage, C.H. Beck, München 2020, ISBN 978-3-406-74199-9
- Heribert M. Anzinger, Peter Oser, Carsten Schlotter (Hrsg.): Rechnungslegung und Prüfung der Unternehmen. Kommentar zum HGB mit Bezügen zum Steuerbilanzrecht, AktG, GmbHG, PublG und rechtsvergleichenden Bezügen zu Österreich. Teilband 1, Otto Schmidt, Köln; Schäffer-Poeschel, Stuttgart 2023, ISBN 978-3-7910-5861-0